# غالاتسي
غالاتسي: (باليونانية:Γαλάτσι)، (بالإنجليزية:Galatsi)، مدينة يونانية تقع في جنوب وسط البلاد ضمن منطقة أتيكا الإدارية، تتبع مقاطعة وسط أثينا ضمن هذه المنطقة الإدارية.

## الموقع، السكان والتسمية
تقع المدينة مباشرة شمال العاصمة أثينا، وبالتالي تعتبر واحدة من الضواحي الشمالية للعاصمة، إلى الشمال منها تقع نيا إيونيا، ومن الشرق فيلوثي وبسيخيكو، بينما تحيط بها أثينا من الجنوب والغرب.
يبلغ عدد سكان المدينة حوالي 60 ألف نسمة، ويعتقد أن اسمها مشتق من اسم رجل يدعى (غالاكيس) اشترى عام 1851 أراض في مكان المدينة الحالي حول كنيسة القديس غليكيرياس.

## التاريخ
كانت المنطقة التي تقوم عليها المدينة حالياً عبارة عن أرض خالية البناء باسم (أومورفوكليسيا) (Omorfoklissia) بمعنى (الكنيسة الجميلة) بسبب كنيسة قديمة موجودة بالمنطقة، واستمر ذلك حتى عام 1850 م. حيث قدم إليها مهاجرون من منطقة فوكيس، وقاموا ببناء مزارع ومبان لتربية قطعانهم.
بدأ البناء الحديث في المدينة في العام 1912 م. وسرعان ما بدأ أغنياء العاصمة ببناء منازل فيها. في العام 1935 أصبحت مرتبطة بأثينا بخط حافلات دائم.
شهدت نهضة عمرانية متسارعة منذ الخمسينيات نظراً لبدء توسع العاصمة في كل الاتجاهات.

## المعالم الأساسية
- أومورفوكليسيا (Omorfoklissia): وهي كنيسة صغيرة تعود للقرن التاني عشر م. مكرسة للقديس جاورجيوس.
- كنيسة القديس غليكيرياس (أغيوس غليكيرياس): ويعود تاريخ بناءها للعام 1590.
- غابة ألسوس فيكو (Alsos Veiko): وهي أكبر الغابات الموجودة ضمن النطاق المديني لأثينا.

## متفرقات
- أهم نادي كرة قدم في المدينة هو إيه. إي. غالاتسي.
- توجد في المدينة قاعة غالاتسي الأولمبية، والتي استضافت منافسات تنس الطاولة والجمباز خلال دورة أثينا الأولمبية 2004